# Меарен
Меаре́н (фр. Méharin) — коммуна во Франции, находится в регионе Аквитания. Департамент — Атлантические Пиренеи. Входит в состав кантона Пеи-де-Бидаш, Амикюз и Остибар. Округ коммуны — Байонна.
Код INSEE коммуны — 64375.

## География

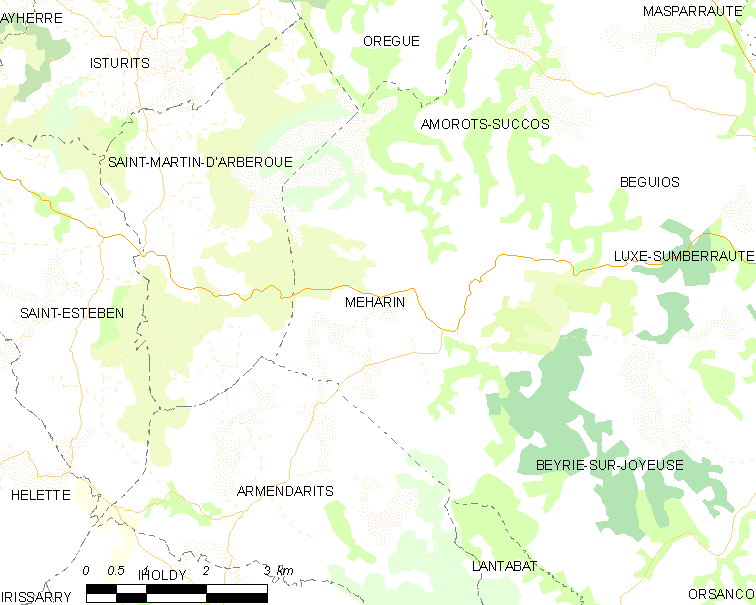
Карта коммуны

Коммуна расположена приблизительно в 670 км к юго-западу от Парижа, в 175 км южнее Бордо, в 65 км к западу от По.

## Климат
Климат тёплый океанический. Зима мягкая, средняя температура января — от +5°С до +13°С, температуры ниже −10 °C бывают редко. Снег выпадает около 15 дней в году с ноября по апрель. Максимальная температура летом порядка 20-30 °C, выше 35 °C бывает очень редко. Количество осадков высокое, порядка 1100 мм в год. Характерна безветренная погода, сильные ветры очень редки.

## Население
Население коммуны на 2010 год составляло 259 человек.
| 1962 | 1968 | 1975 | 1982 | 1990 | 1999 | 2010 |
| ---- | ---- | ---- | ---- | ---- | ---- | ---- |
| 322  | 308  | 305  | 302  | 283  | 262  | 259  |

## Администрация
| Период | Период | Фамилия        | Партия | Примечания |
| ------ | ------ | -------------- | ------ | ---------- |
| 1995   | 2014   | Амеде Афесеч   |        |            |
| 2014   | 2020   | Жан-Пьер Дельг |        |            |

## Экономика
В 2010 году среди 153 человек трудоспособного возраста (15-64 лет) 113 были экономически активными, 40 — неактивными (показатель активности — 73,9 %, в 1999 году было 70,0 %). Из 113 активных жителей работали 109 человек (59 мужчин и 50 женщин), безработных было 4 (0 мужчин и 4 женщины). Среди 40 неактивных 10 человек были учениками или студентами, 23 — пенсионерами, 7 были неактивными по другим причинам.

## Достопримечательности
- Замок Бельзёнс (XVI век)
- Церковь Св. Лаврентия (XIX век)[4]

## Фотогалерея

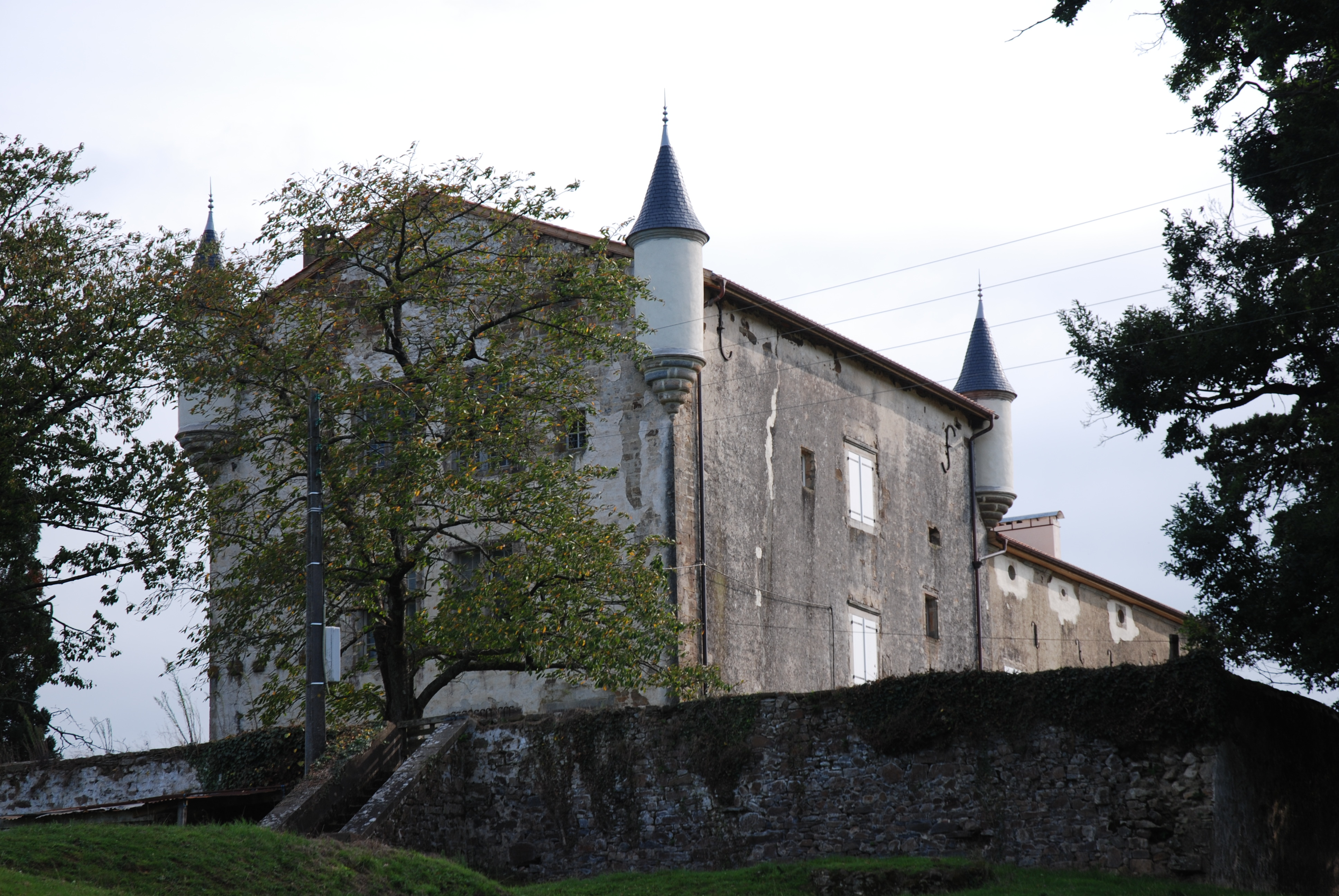
Замок Бельзёнс
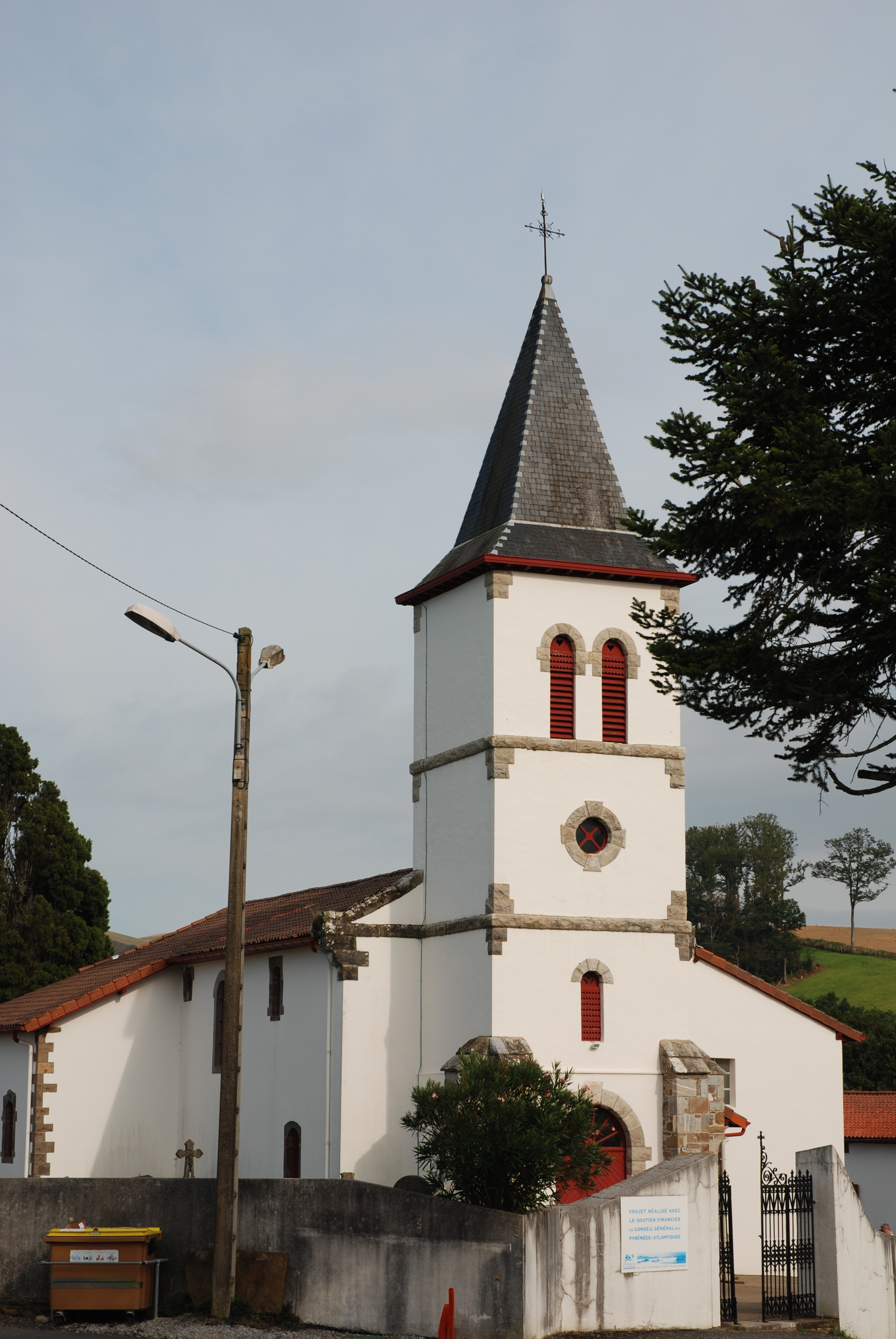
Церковь Св. Лаврентия
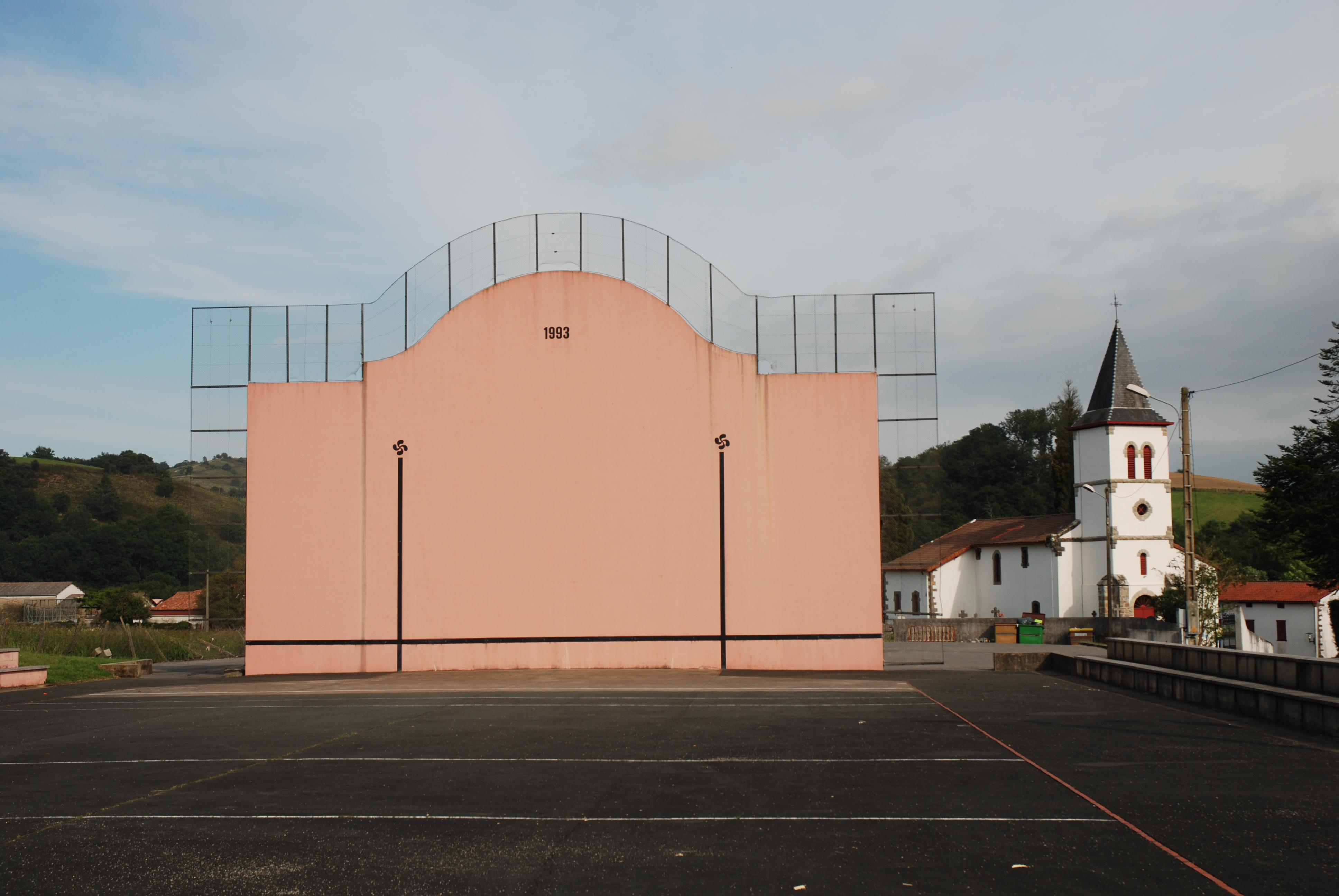
Фронтон (площадка для игры в пелоту)
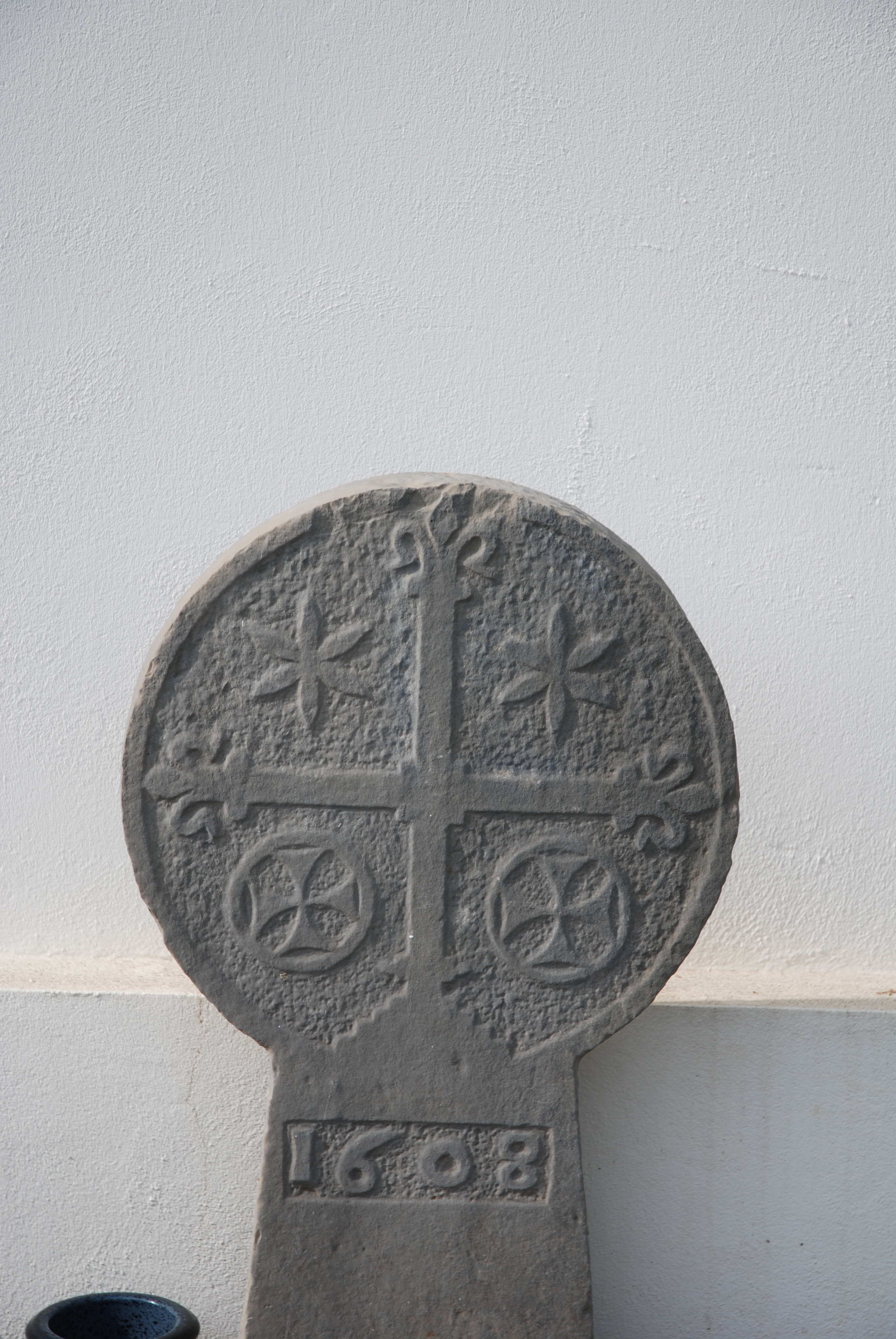
Баскская дискообразная стела
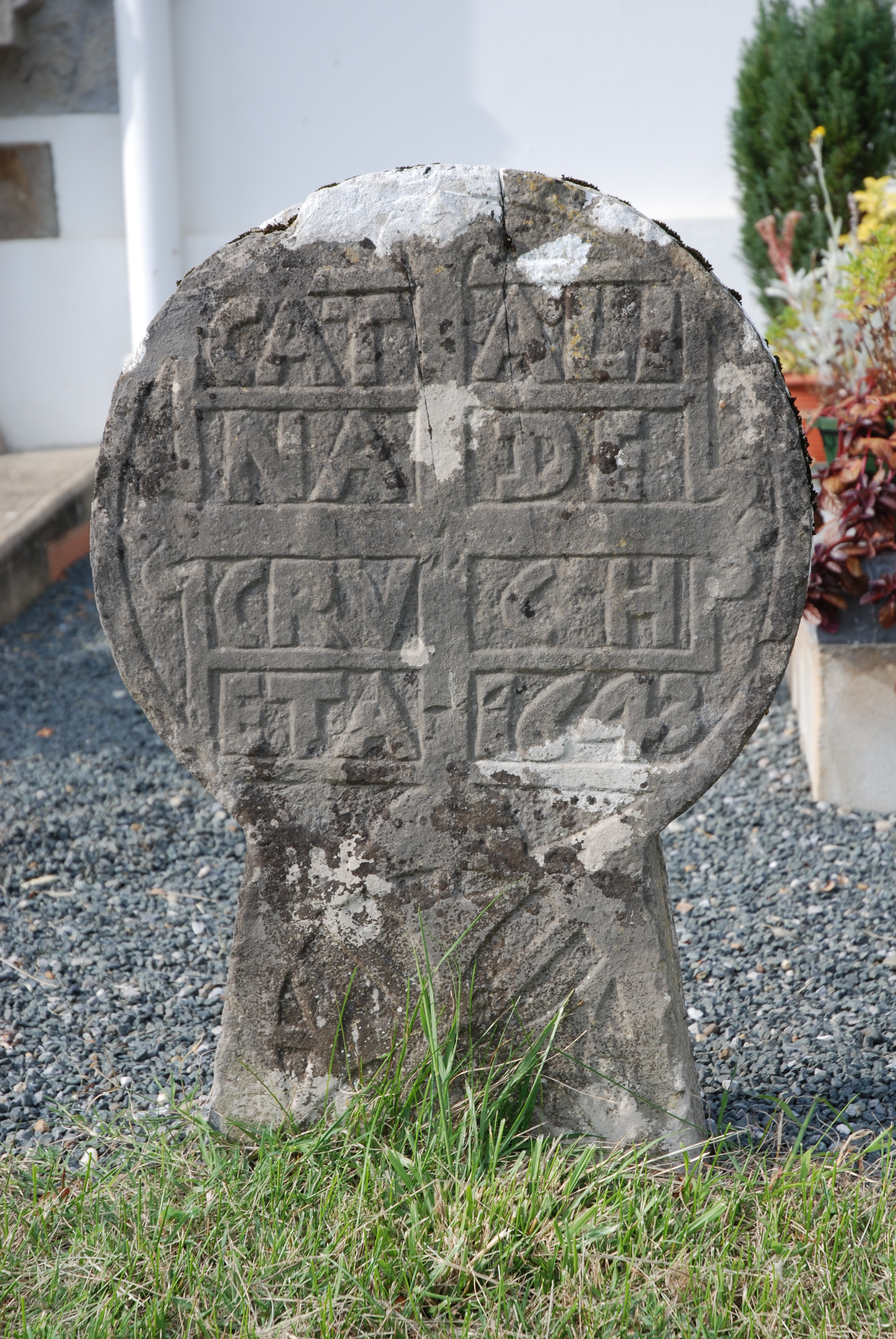
Баскская дискообразная стела